# 翟鼠
翟鼠，五胡十六国时期中山敕勒（丁零）族首领。
约晋怀帝永嘉三年（309年），翟鼠归降石勒。晋愍帝建兴四年（316年），此时，中山、常山一带蝗灾严重，翟鼠率领不堪忍受石勒统治压迫的丁零人反抗后赵，攻打中山郡、常山郡，被石勒所击败，母亲妻子被擒，退保胥关，后逃到代郡。晋穆帝永和七年（351年），率部投靠前燕君主慕容儁，被封为归义王。